# Visoko-manozni-oligosaharid b-1,4-N-acetilglukozaminiltransferaza
Visoko-manozni-oligosaharid b-1,4-N-acetilglukozaminiltransferaza (EC 2.4.1.197, uridin difosfoacetilglukozamin-oligosaharid acetilglukozaminiltransferaza, acetilglukozamin-oligosaharid acetilglukozaminiltransferaza, UDP-GlcNAc:oligosaharid beta-N-acetilglukozaminiltransferaza, UDP-N-acetil-D-glukozamin:visokomanozni-oligosaharid beta-1,4-N-acetilglukozaminiltransferaza) je enzim sa sistematskim imenom UDP-N-acetil-D-glukozamin:high-manoza-oligosaharid 4-beta-N-acetilglukozaminiltransferaza. Ovaj enzim katalizuje sledeću hemijsku reakciju
Prenosi N-acetil--glukozaminski ostatak sa UDP-N-acetil--glukozamina na poziciju-4 manoze alfa-(1->6) vezane za manoznu osnovu visoko-manoznog oligosaharida koji formira Dictyostelium discoideum
Unos manoznog ostatak kao akceptora je zavisno od dva druga manozna ostataka vezana alfa-1,3 i alfa-1,6 vezama.

## Literatura
- Nicholas C. Price; Lewis Stevens (1999). Fundamentals of Enzymology: The Cell and Molecular Biology of Catalytic Proteins (Third изд.). USA: Oxford University Press. ISBN 019850229X.
- Eric J. Toone (2006). Advances in Enzymology and Related Areas of Molecular Biology, Protein Evolution (Volume 75 изд.). Wiley-Interscience. ISBN 0471205036.
- Branden C; Tooze J. Introduction to Protein Structure. New York, NY: Garland Publishing. ISBN 0-8153-2305-0.
- Irwin H. Segel. Enzyme Kinetics: Behavior and Analysis of Rapid Equilibrium and Steady-State Enzyme Systems (Book 44 изд.). Wiley Classics Library. ISBN 0471303097.
- William P. Jencks (1987). Catalysis in Chemistry and Enzymology. Dover Publications. ISBN 0486654605.

## Spoljašnje veze
- High-mannose-oligosaccharide+beta-1,4-N-acetylglucosaminyltransferase на 